# Octave Crouzon
Louis Edouard Octave Crouzon (ur. 29 września 1874 w Paryżu, zm. 16 września 1938 tamże) – francuski lekarz neurolog.
Studiował na Uniwersytecie w Paryżu, m.in. u Paula Georges'a Dieulafoya, Józefa Babińskiego i Pierre'a Mariego. Jako lekarz związany był z Hôtel-Dieu de Paris i szpitalem Salpêtrière. Członek Académie nationale de médecine.
Jego szczególnym zainteresowaniem cieszyły się wrodzone choroby neurologiczne, zwłaszcza ataksja rdzeniowo-móżdżkowa. Jako pierwszy opisał zespół wad wrodzonych, znany dziś jako zespół Crouzona.
Komandor Legii Honorowej, odznaczony również Krzyżem Wojennym.

## Prace
- Dysostose cranio-faciale héréditaire. Bulletin de la Société des Médecins des Hôpitaux de Paris 33, s. 545 (1912)
- Une nouvelle famille atteinte de dysostose cranio-faciale héréditaire. Archives de médecine des enfants 18, s. 540 (1915)